# Alfred Raoul
Alfred Raoul (ur. 15 grudnia 1938 w Pointe-Noire, zm. 16 lipca 1999 w Paryżu) – major, premier Konga od 4 sierpnia 1968 roku do 30 grudnia 1969, jako wojskowy pełnił funkcję tymczasowego prezydenta Konga od 5 września 1968 roku do 1 stycznia 1969. 
Alfred Raoul pochodził z Kabindy, enklawy należącej wówczas do Portugalii. W lipcu 1970 roku odwiedził Mao Zedonga.